# Monstrilla longiremis
Monstrilla longiremis är en kräftdjursart som beskrevs av Giesbrecht 1892. Monstrilla longiremis ingår i släktet Monstrilla och familjen Monstrillidae. Arten är reproducerande i Sverige. Inga underarter finns listade i Catalogue of Life.

## Bildgalleri

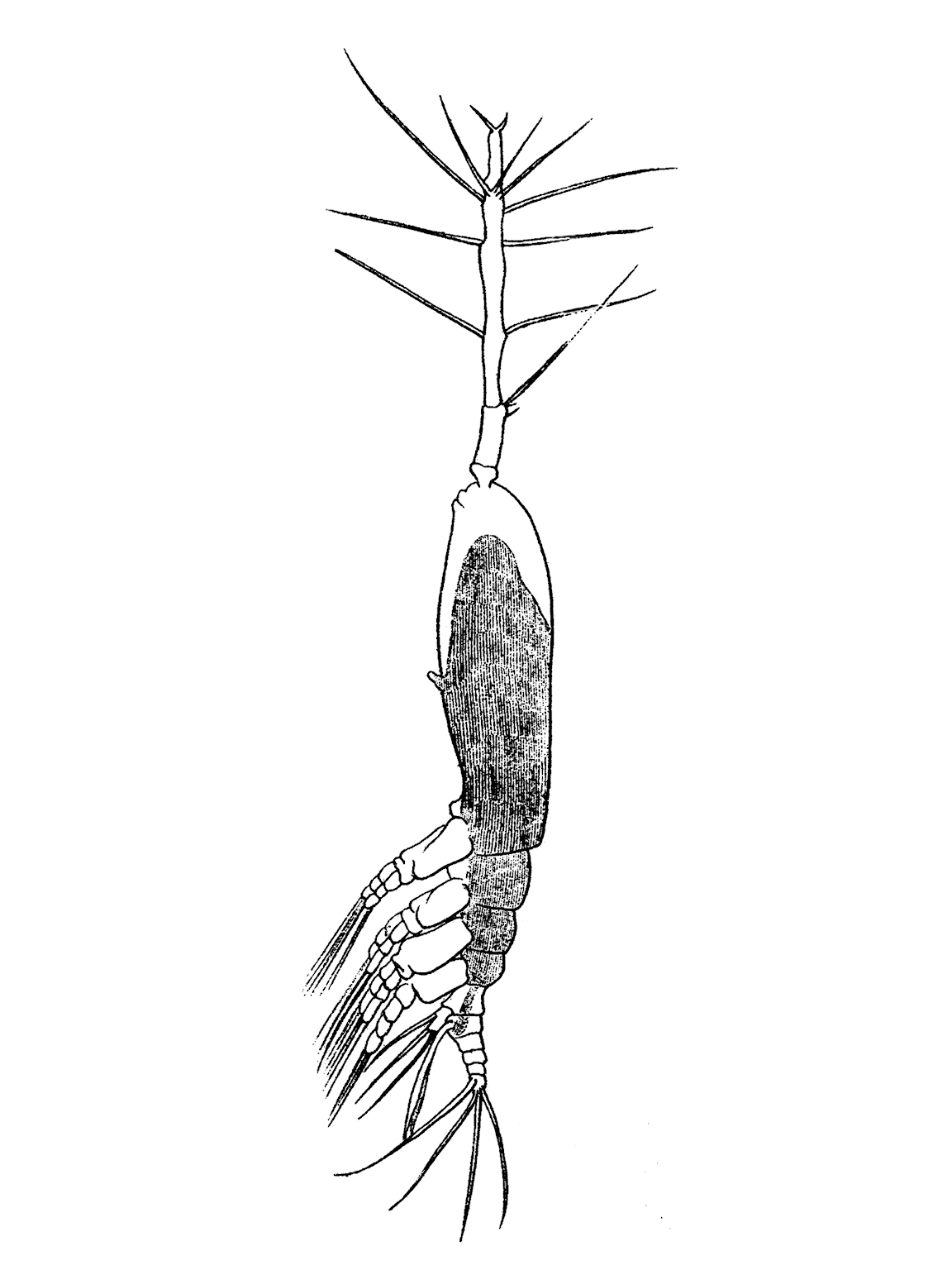